# Pogodno

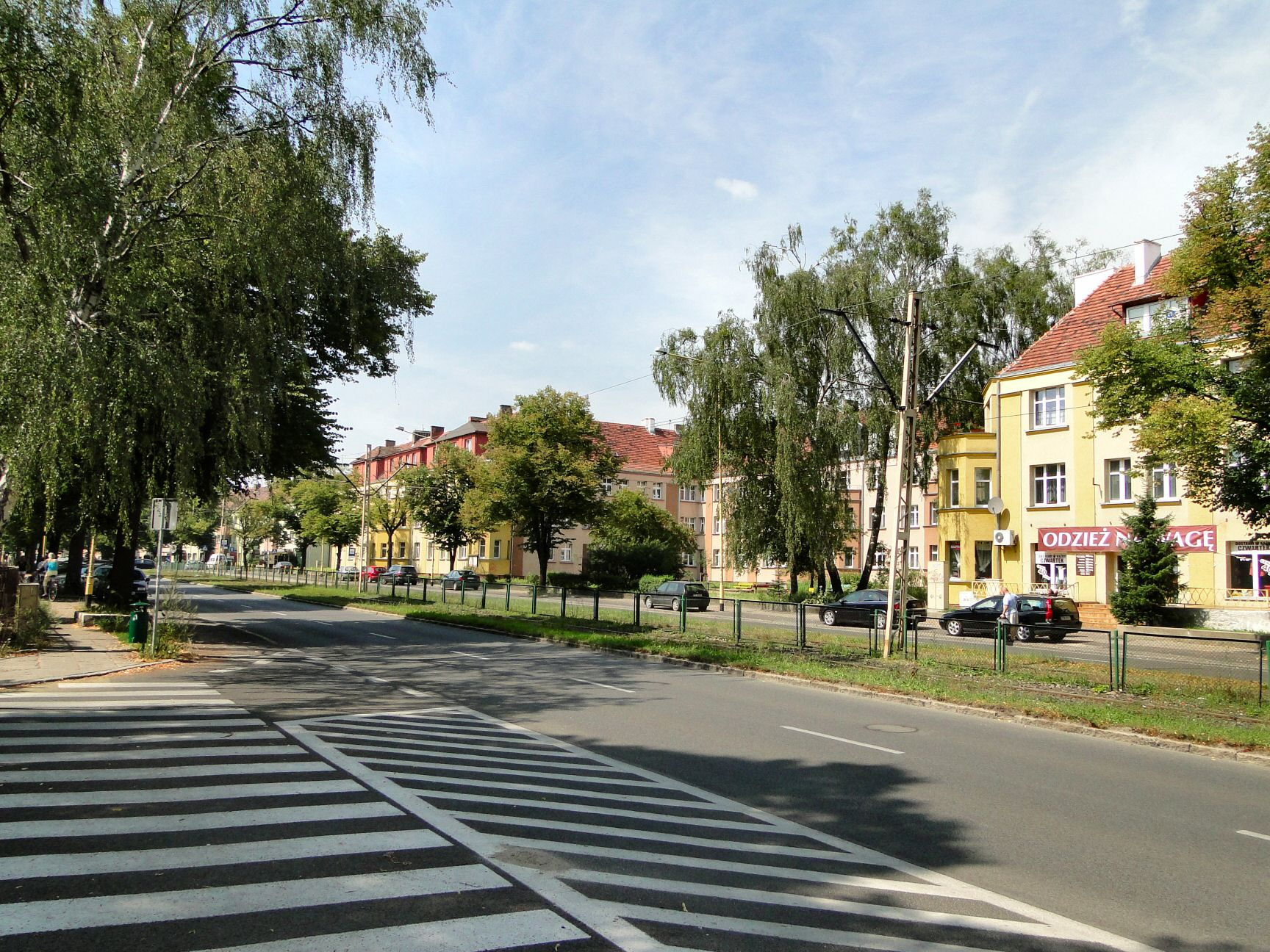
Gata i Pogodno.

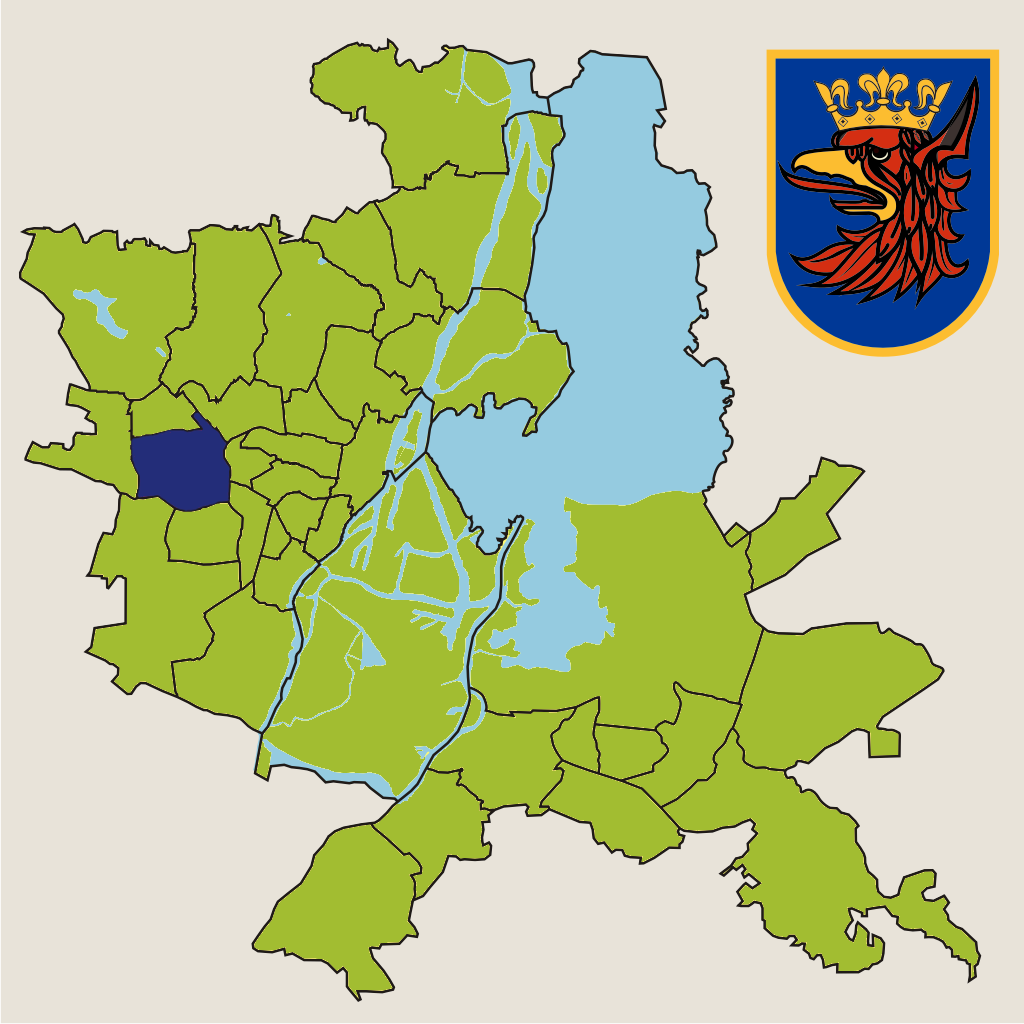
Pogodnos läge (rödmarkerat) i Szczecin.

Pogodno, tyska: Braunsfelde, är en stadsdel i västra delen av hamnstaden Szczecin i nordvästra Polen.
Stadsdelen blev utbyggd under början av 1900-talet och kännetecknas av tvåvåningshus med funktionell tysk arkitektur (ty: Neubauten).
I januari 2011 uppgick invånarna till 25 500 i antalet.

### Fotnoter
1. ↑  ”Zestawienie informacyjne o liczbie osób zameldowanych w Szczecinie” (på polska). Urząd Miasta Szczecin. Arkiverad från originalet den 30 december 2007. https://web.archive.org/web/20071230010117/http://bip.um.szczecin.pl/UMSzczecinBIP/chapter_50049.asp. Läst 22 januari 2011.